# Космос-1870
Космос-1870 је један од преко 2400 совјетских вјештачких сателита лансираних у оквиру програма Космос.
Космос-1870 је лансиран са космодрома Тјуратам, Бајконур, СССР, 25. јула 1987. Ракета-носач Протон је поставила сателит у орбиту око планете Земље. 